# Klanxbüll
Klanxbüll (frisó septentrional Klångsbel, danès Klangsbøl) és un municipi del districte de Nordfriesland, dins l'Amt Südtondern, a l'estat alemany de Slesvig-Holstein.

## Història
La crònica de la vila va amb la construcció del dic a la regió, ja que només es construïren cases quan fou endicada i drenada l'àrea de Klanxbüll. És un de mants municipis amb el sufix -büll en el nom, que és d'origen danès -bøl i que significa ‘casa, habitatge’, la primera part sol ser un nom de persona. Sovint són assentaments nous que al segle x és van crear a partir d'un poble veí més antic.
Klanxbüll és esmentat per primera vegada l'any 1231 amb una inscripció en el registre de la propietat del rei Valdemar II de Dinamarca, ja que l'antic ducat de Schleswig (amb curtes excepcions) va pertànyer fins a 1864 a la corona danesa. El 1240 es va començar a construir l'església, actualment monument protegit 
Al voltant de 1400 Klanxbüll va ser separat per una marea de tempesta de terra ferma i esdevingué una illa. El 1566 es construïren preses noves i dics, fent un polder nou, el Gotteskoog, reconnectant Klanxbüll i els voltants amb el continent; part d'aquest mar que separa roman com el llac Gotteskoogsee.
El 1921 Klanxbüll assolí importància econòmica, quan va arribar una estació del tren Marschbahn. El 1927 es va construir el Hindenburgdamm, un dic amb el ferrocarril que connecta el continent amb l'illa de Sylt. En l'actualitat, la població creix, com que hi ha la darrera estació del continent. L'increment dels lloguers a l'illa de luxe de Sylt fa que molts treballadors no hi troben habitatge assequible i que han de fer el trajecte cada dia.